# Arroyo San Luis
Der Arroyo San Luis ist ein Fluss in Uruguay.
Er entspringt auf dem Gebiet des Departamento Río Negro in der Cuchilla del Ombú. Von seiner Quelle im Wesentlichen in südwestliche Richtung verlaufend, mündet er als linksseitiger Nebenfluss einige Kilometer südlich von Villa María in den Arroyo Don Esteban Grande.